# Юрівський заказник
Юрівський заказник — один з об'єктів природно-заповідного фонду Київської області, ландшафтний заказник місцевого значення.

## Розташування
Заказник розташований в Фастівському районі Київської області неподалік сіл Юрівка та Віта-Поштова, в адміністративних межах Гатненської сільської громади. Перебуває у віданні Фастівської районної державної адміністрації.

## Історія
Ландшафтний заказник місцевого значення «Юрівський» був оголошений рішенням № 365-19-VI дев'ятнадцятої сесії Київської обласної ради шостого скликання від 21 червня 2012 року. З незрозумілих причин заказник був створений не на тій ділянці, що є місцезростанням орхідей і для збереження яких він пропонувався, а на суміжній ділянці, розміщеній через дорогу від пропонованого заказника.

## Мета

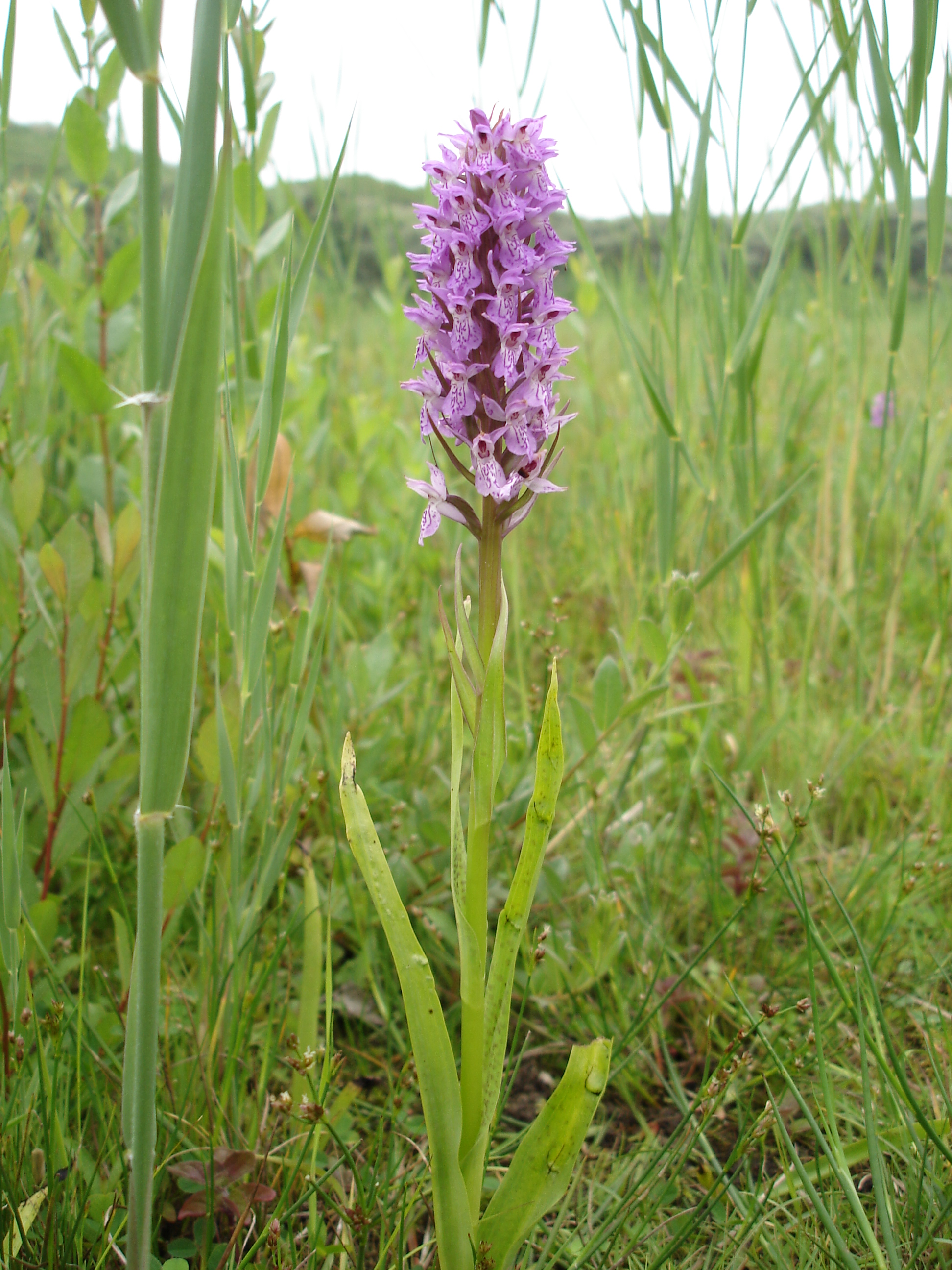
Пальчатокорінник м'ясочервоний

Мета створення заказника — збереження та відтворення цінних природних комплексів, генофонду рослинного і тваринного світу Київської області.

## Значення
Ландшафтний заказник місцевого значення «Юрівський» має особливу природоохоронну, наукову та естетичну цінність.

## Загальна характеристика

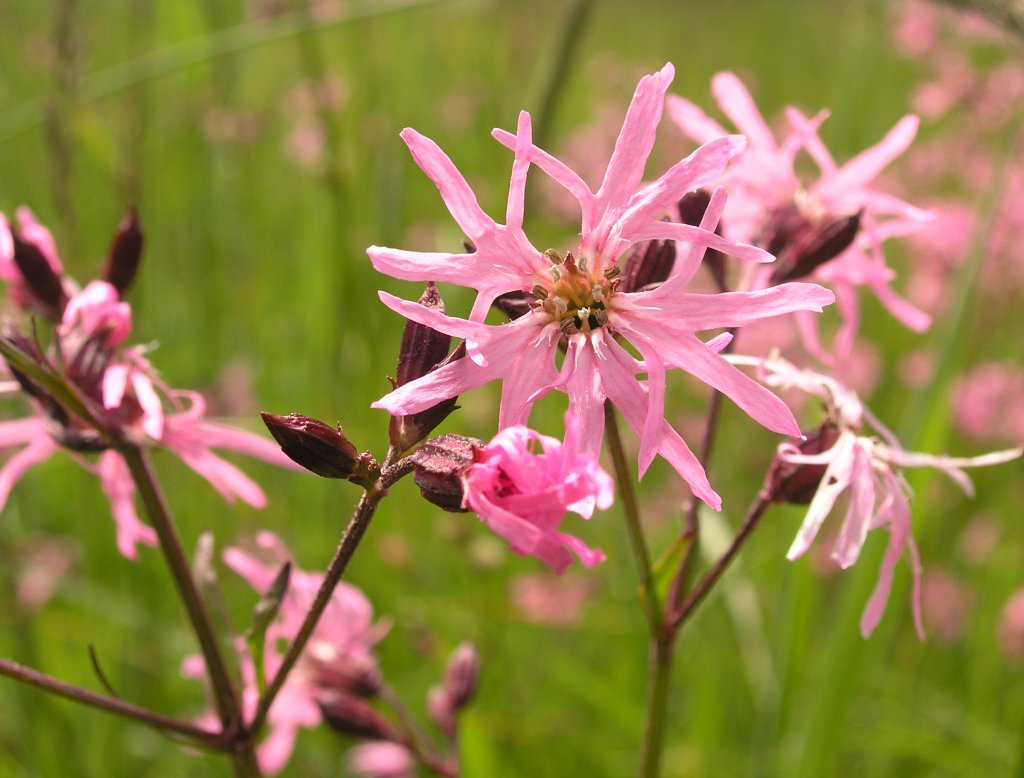
Коронарія зозуляча

Загальна площа ландшафтного заказника місцевого значення «Юрівський» становить 10,0 га. Заказник включає в себе витоки річки Сіверка з прилеглими до русла річки болотистми луками та вологими вербовими заростями.

## Флора
Флора заказника представлена очеретом звичайним та рогозом вузьколистим, що зростають вздовж витоків річки. Лучна рослинність представлена угрупованнями осоки гострої та пухнастоплодої, в яких присутні гідрофіти, такі як жовтець повзучий, жовтець їдкий, вербозілля звичайне, вербозілля лучне, коронарія зозуляча, дзвінець малий. З лікарських рослин тут можна зустріти мати-й-мачуха звичайну та череду трироздільну. Особливу цінність серед рослинності заказника представляє популяція пальчатокорінника м'ясочервоного, занесеного до Червоної книги України. У складі вербових заростей, що розташовані поміж лучних ділянок наявні верба біла та козяча, тополя біла, береза звичайна та жостір проносний.

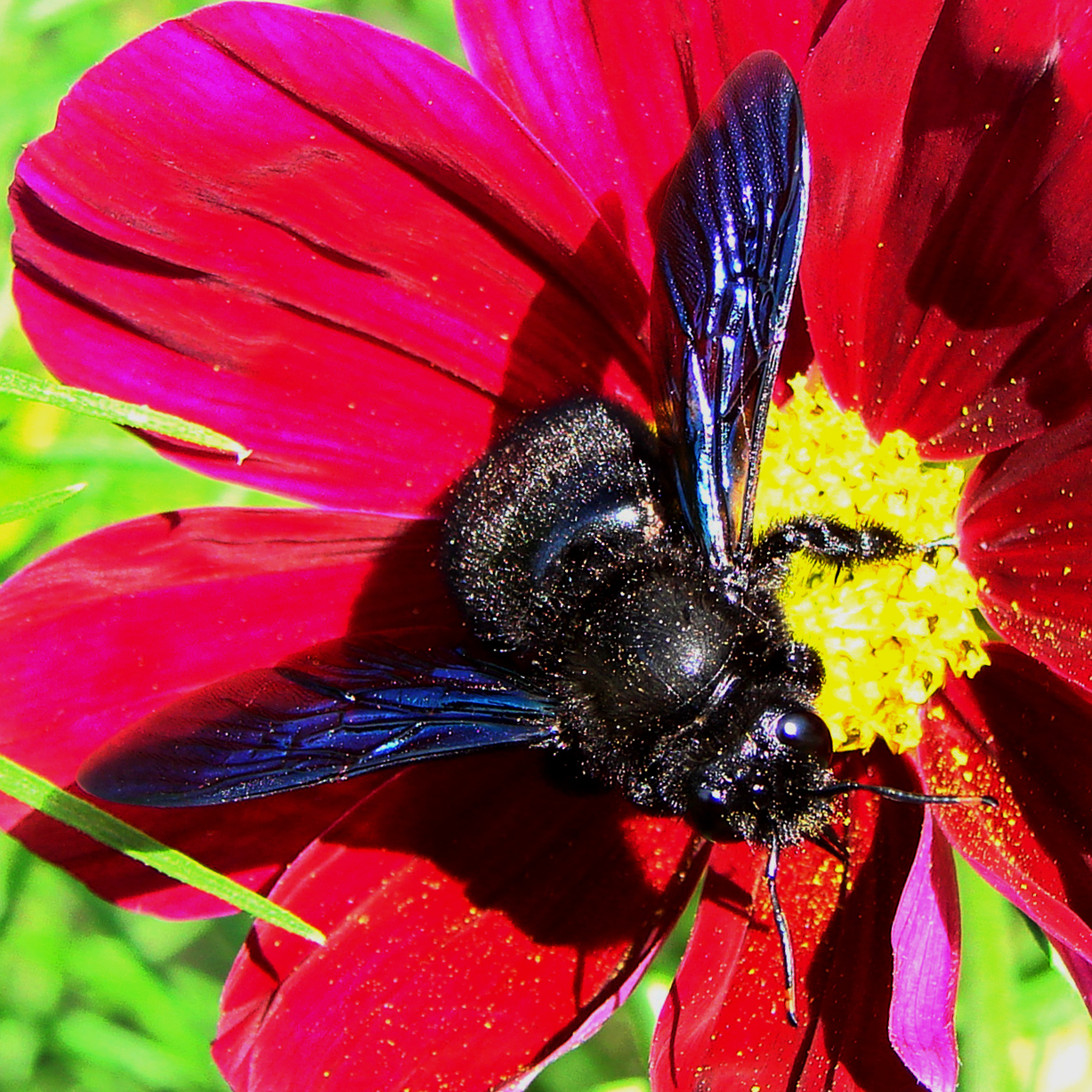
Бджола-тесляр фіолетова

## Фауна

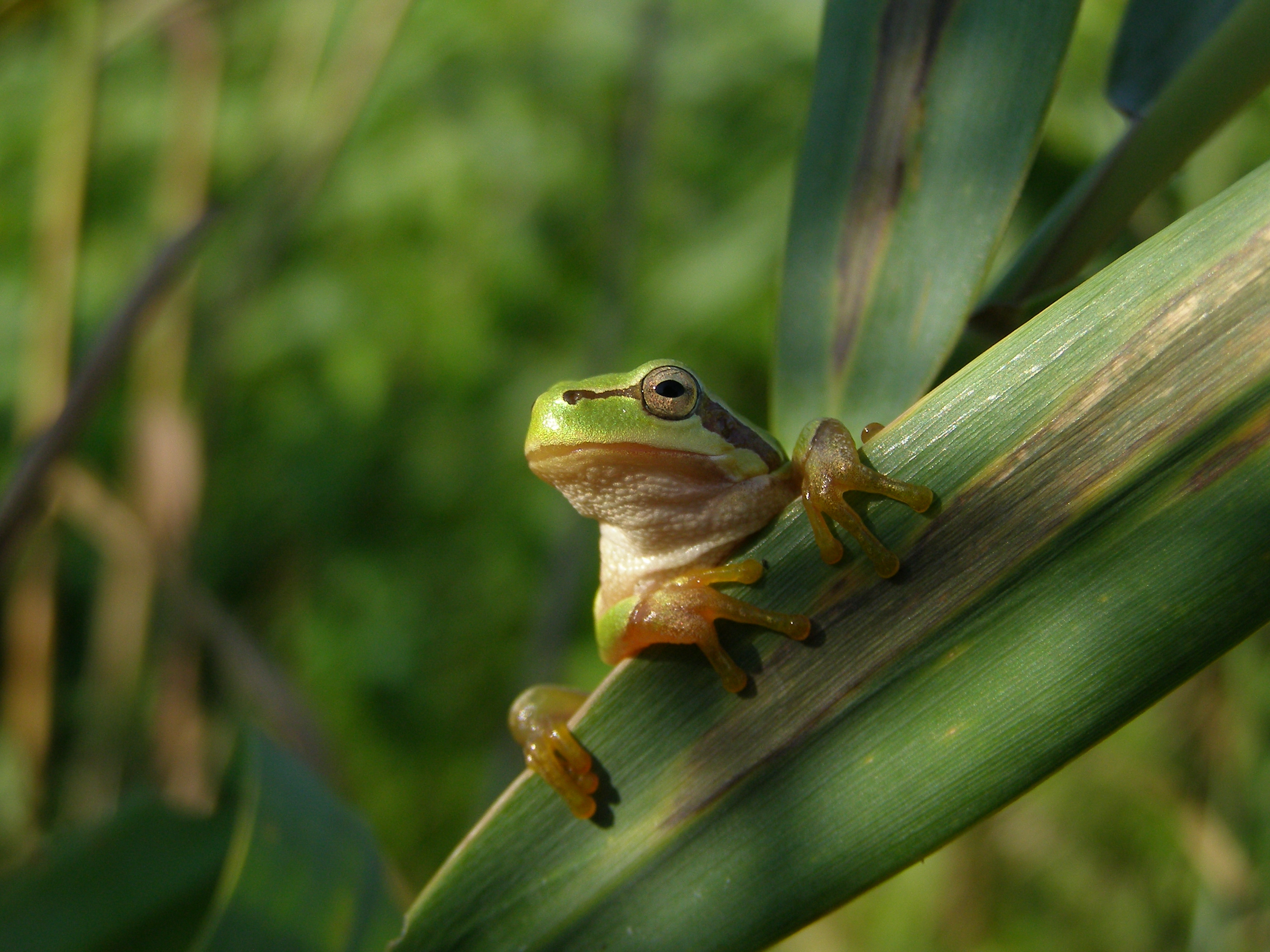
Квакша звичайна

Фауна заказника є дуже багатою. Тут мешкає ціла низка червонокнижних видів комах, таких як: дозорець-імператор, вусач мускусний, та бджола-тесляр фіолетова. На лучних ділянках зустрічаються зникаючі метелики — махаон та подалірій. Серед земноводних тут виявлені квакша звичайна, що занесена до Червоного Списку Міжнародного Союзу Охорони Природи, а також ропуха зелена, жаба гостроморда та деякі види зеленої жаби. З плазунів в заказнику мешкають вуж звичайний та ящірка прудка. Ропуха зелена та ящірка прудка охороняються міжнародною Бернською конвенцією. Птахи складають найчисельнішу групу тваринного світу заказника. До неї належать трав'янка лучна, вівсянка звичайна, просянка, посмітюха, жайворонок польовий, плиски жовта та біла, одуд. На відкритих ділянках урочища полює низка видів хижих птахів, що занесені до Європейського Червоного списку. Це підсоколик великий, боривітер звичайний, канюк звичайний та яструб малий. В лучно-болотяних заростях облаштовують гнізда бугайчик та три види очеретянок. На вологих луках звичайною твариною є кріт. З інших видів ссавців тут мешкають переважно дрібні мишоподібні гризуни і бурозубки. Зрідка в урочищі зустрічається норка, тхір лісовий, ондатра, заєць сірий та лисиця звичайна.

## Галерея

Став Сахравщина на річці Сіверка
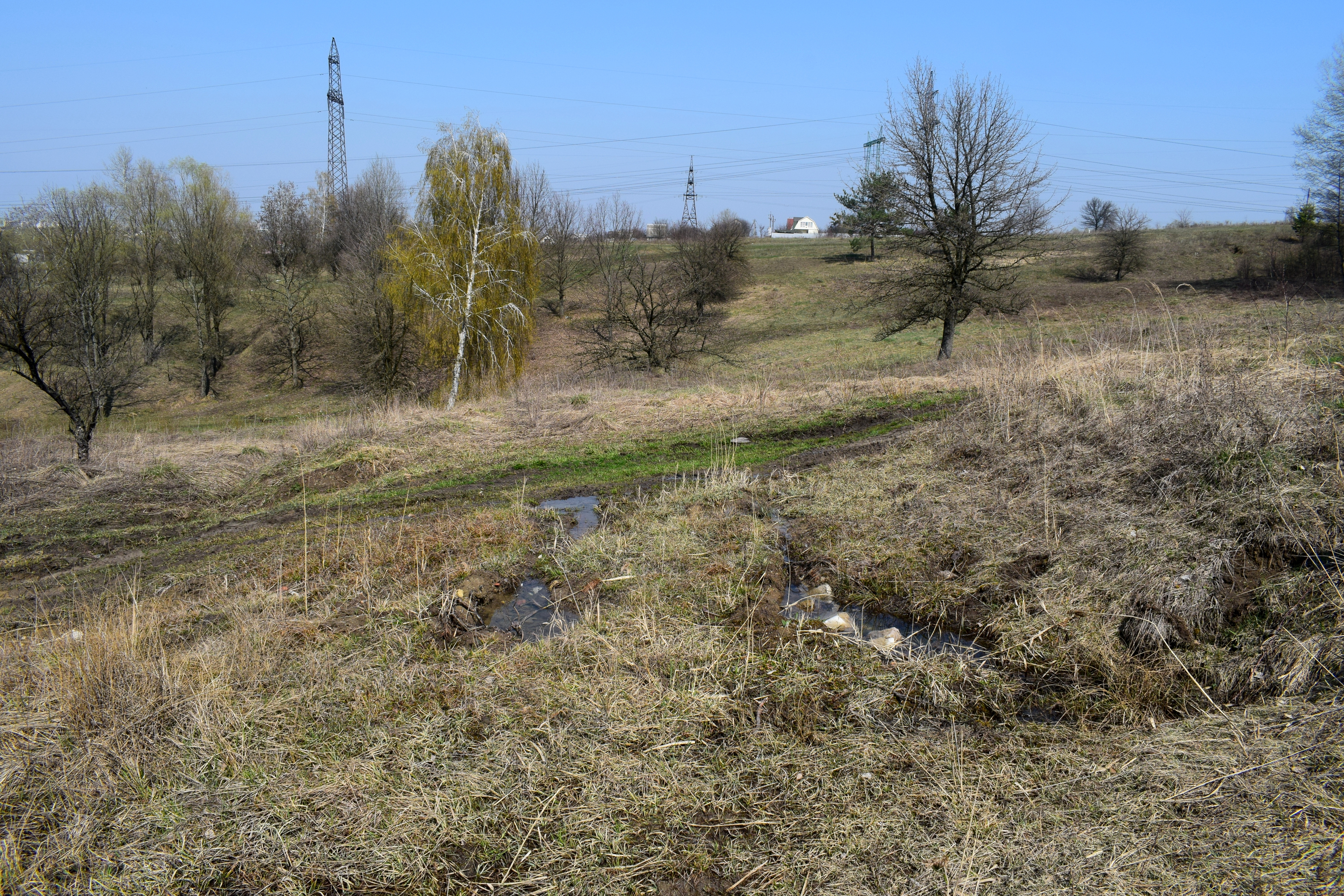
Мезотрофне болото
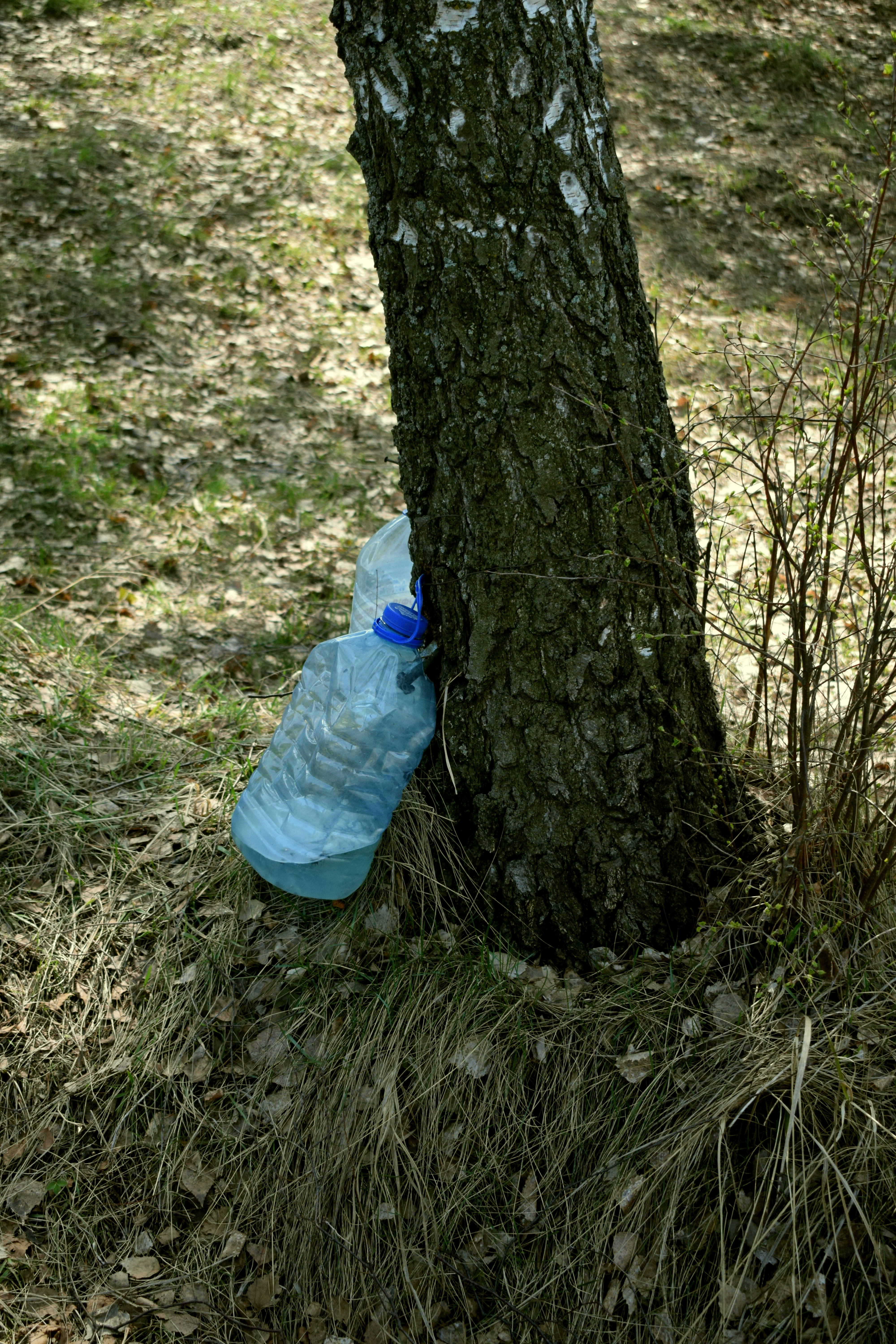
Збір березового соку на території заказника
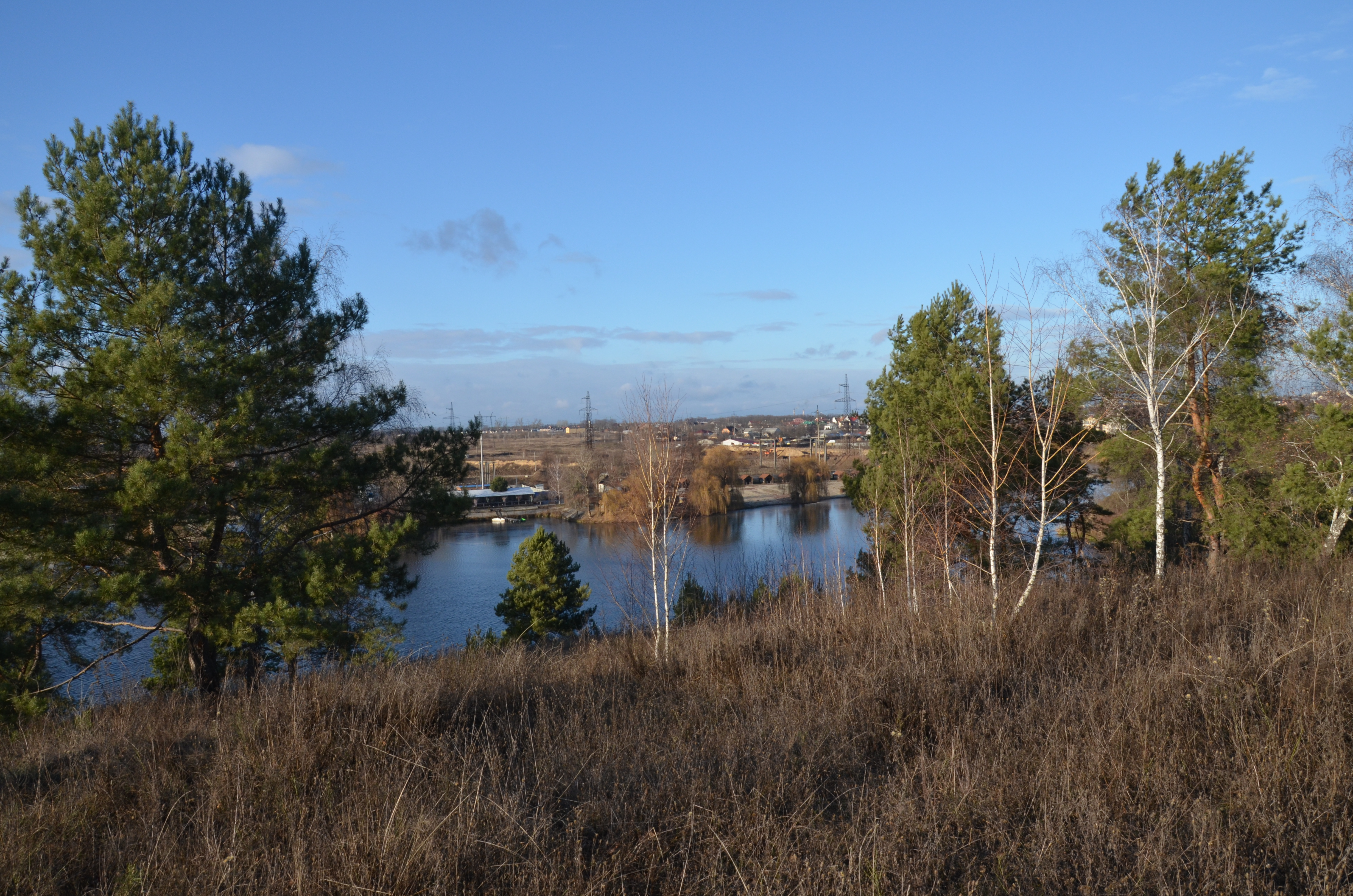
Заказник ландшафтний Юрівський
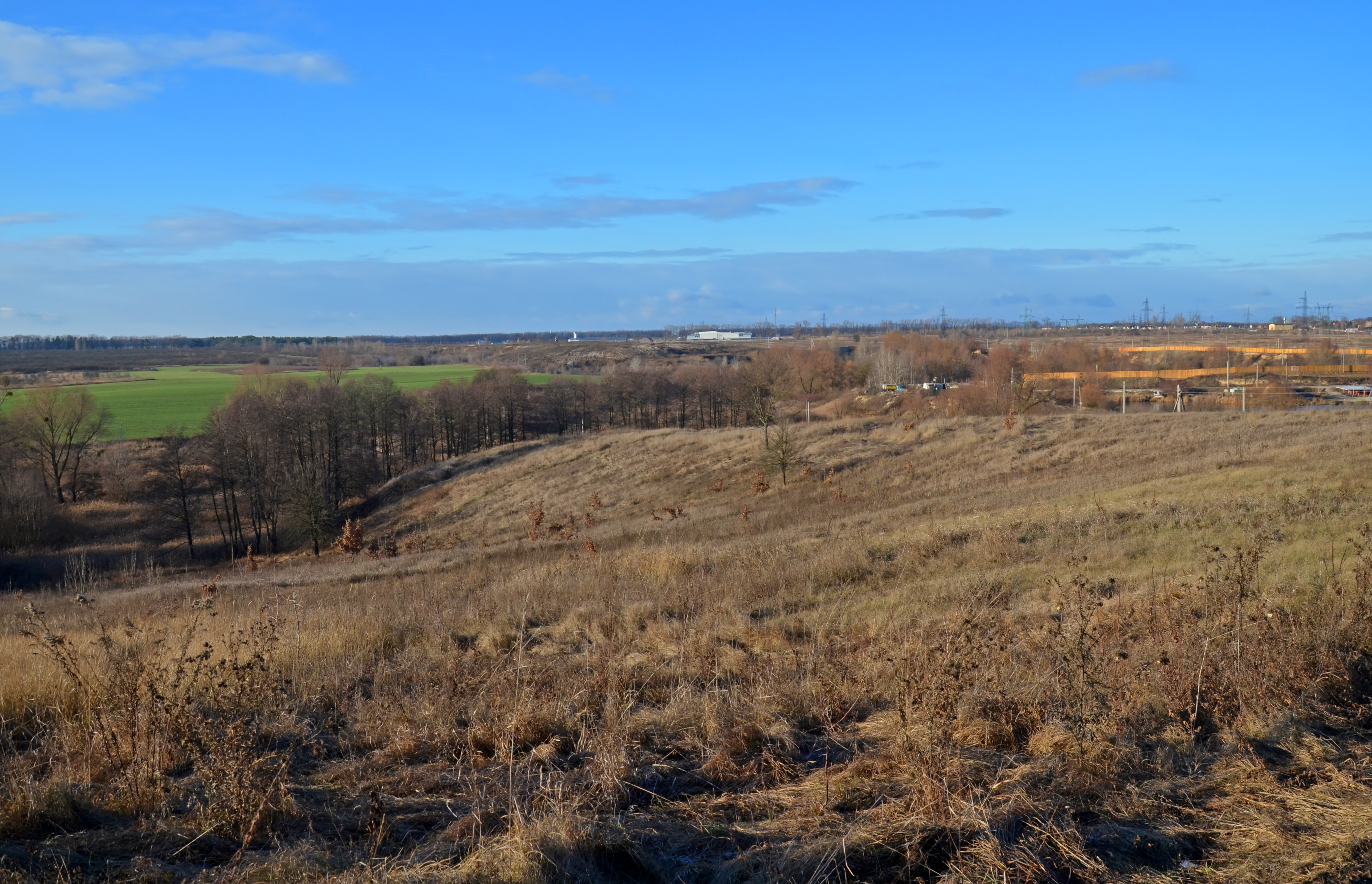
Заказник ландшафтний Юрівський